# Capitólio Estadual do Utah
O Capitólio Estadual do Utah (em inglês: Utah State Capitol) é a sede do governo do estado do Utah. Localizado na capital, Salt Lake City, foi incluído no Registro Nacional de Lugares Históricos em 11 de outubro de 1978.